# Вэркыкы
Вэркыкы (устар. Мерхы-Кы) — река в России, протекает по территории Красноселькупского района Ямало-Ненецкого автономного округа. Течёт по лесистой местности в общем северном направлении. Устье реки находится в 249 км по правому берегу реки Большая Ширта на высоте 62 метра над уровнем моря. Длина реки составляет 35 км.

## Данные водного реестра
По данным государственного водного реестра России относится к Нижнеобскому бассейновому округу, водохозяйственный участок реки — Таз. Речной бассейн реки — Таз.
Код объекта в государственном водном реестре — 15050000112115300064614.